# Eccellenza Toscana 2023-2024
Il campionato italiano di calcio di Eccellenza regionale 2023-2024 è il trentatreesimo organizzato in Italia. Rappresenta il quinto livello del sistema calcistico nazionale.

## Formula
La formula del campionato prevede la promozione diretta in Serie D per la squadra che giunge in prima posizione in campionato, con play-off tra le squadre comprese tra la seconda e la quinta posizione per l'accesso agli spareggi nazionali.
Lo schema prevede semifinali in partita unica tra la seconda e la quinta e tra la terza e la quarta classificata da disputarsi in casa della squadra con la miglior posizione tra le due; in caso di distanza in classifica superiore ai nove punti tra le due contendenti la semifinale non si disputa e la squadra meglio classificata accede alla finale; questa si terrà in campo neutro tra le due squadre qualificate, e la vincente accederà agli spareggi interregionali per la promozione in Serie D.
I play-off regionali non verranno disputati qualora la seconda classificata abbia più di nove punti di vantaggio sulla terza, accedendo così direttamente alla fase nazionale.
Per quanto riguardano le retrocessioni, l'ultima classifica per ogni girone retrocede direttamente in Promozione, Play-out invece per le squadre comprese tra la dodicesima e quindicesima posizione,

## Girone A

### Squadre partecipanti
| Club                      | Città (provincia)          | Stadio                           | Stagione precedente                                                   |
| ------------------------- | -------------------------- | -------------------------------- | --------------------------------------------------------------------- |
| Camaiore                  | Camaiore (LU)              | Stadio Comunale                  | 8º posto in Eccellenza Toscana/A                                      |
| Castelfiorentino          | Castelfiorentino (FI)      | Stadio Comunale                  | 5º posto in Eccellenza Toscana/A                                      |
| Cecina                    | Cecina (LI)                | Stadio Rossetti                  | 1º posto in Promozione Toscana/C, promosso                            |
| Cuoiopelli                | Santa Croce sull'Arno (PI) | Stadio Libero Masini             | 3º posto in Eccellenza Toscana/A                                      |
| Fratres Perignano 2019    | Perignano (PI)             | Stadio Mauro Matteoli            | 2º posto in Eccellenza Toscana/A                                      |
| Fucecchio                 | Fucecchio (FI)             | Stadio comunale Filippo Corsini  | 9º posto in Eccellenza Toscana/A                                      |
| Geotermica                | Larderello (PI)            | Stadio comunale Florentia        | 2º posto in Promozione Toscana/C, promosso dopo aver vinto i play-off |
| Lanciotto Campi Bisenzio  | Campi Bisenzio (FI)        | Stadio comunale Ballerini        | 3º posto in Promozione Toscana/B, promosso                            |
| Massese                   | Massa                      | Stadio Gianpiero Vitali          | 10º posto in Eccellenza Toscana/A                                     |
| Montespertoli             | Montespertoli (FI)         | Centro Sportivo Molino Del Ponte | 12º posto in Eccellenza Toscana/A                                     |
| Pontebuggianese           | Ponte Buggianese (PT)      | Stadio Lunezia                   | 6º posto in Eccellenza Toscana/A                                      |
| Pro Livorno 1919 Sorgenti | Livorno                    | Stadio Mario Magnozzi            | 11º posto in Eccellenza Toscana/A                                     |
| River Pieve               | Pieve Fosciana (LU)        | Stadio Comunale G.Angelini       | 4º posto in Eccellenza Toscana/A                                      |
| Tuttocuoio                | Ponte a Egola (PI)         | Stadio Leporaia                  | 13º posto in Eccellenza Toscana/A                                     |
| Valdinievole Montecatini  | Montecatini Terme (PT)     | Stadio comunale Mariotti         | 1º posto in Promozione Toscana/A, promosso                            |
| Zenith Prato              | Prato                      | Stadio Bruno Chiavacci           | 5º posto in Eccellenza Toscana/B                                      |

### Classifica
Aggiornata al 1 maggio 2024.
|  | Pos. | Squadra                  | Pt | G  | V  | N  | P  | GF | GS | DR  |
|  | ---- | ------------------------ | -- | -- | -- | -- | -- | -- | -- | --- |
|  | 1.   | Tuttocuoio               | 59 | 30 | 17 | 8  | 5  | 43 | 22 | +21 |
|  | 2.   | Cuoiopelli               | 53 | 30 | 16 | 5  | 9  | 40 | 25 | +15 |
|  | 3.   | Camaiore                 | 52 | 30 | 14 | 10 | 6  | 40 | 28 | +12 |
|  | 4.   | Zenith Prato             | 50 | 30 | 14 | 8  | 8  | 54 | 26 | +28 |
|  | 5.   | River Pieve              | 47 | 30 | 12 | 11 | 7  | 40 | 31 | +9  |
|  | 6.   | Cecina                   | 46 | 30 | 13 | 7  | 10 | 46 | 37 | +9  |
|  | 7.   | Fratres Perignano        | 41 | 30 | 12 | 5  | 13 | 43 | 40 | +3  |
|  | 8.   | Pro Livorno Sorgenti     | 41 | 30 | 11 | 8  | 11 | 36 | 39 | -3  |
|  | 9.   | Montespertoli            | 41 | 30 | 10 | 11 | 9  | 30 | 28 | +2  |
|  | 10.  | Fucecchio                | 41 | 30 | 9  | 14 | 7  | 36 | 41 | -5  |
|  | 11.  | Massese                  | 40 | 30 | 11 | 7  | 12 | 37 | 37 | 0   |
|  | 12.  | Pontebuggianese          | 40 | 30 | 9  | 13 | 8  | 37 | 39 | -2  |
|  | 13.  | Valdinievole Montecatini | 35 | 30 | 9  | 8  | 13 | 32 | 36 | -4  |
|  | 14.  | Lanciotto Campi Bisenzio | 34 | 30 | 9  | 7  | 14 | 29 | 37 | -8  |
|  | 15.  | Castelfiorentino         | 19 | 30 | 4  | 7  | 19 | 19 | 51 | -32 |
|  | 16.  | Geotermica               | 14 | 30 | 3  | 5  | 22 | 16 | 61 | -45 |

Legenda:
       Promossa in Serie D 2024-2025.
      Ammessa ai play-off nazionali.
  Partecipa ai play-off o ai play-out.
       Retrocessa in Promozione 2024-2025.
Regolamento:
Tre punti a vittoria, uno a pareggio, zero a sconfitta.

### Spareggi

#### Play-off
|  | Semifinali | Semifinali   | Semifinali |              |   | Finale     | Finale | Finale |  |
|  |            |              |            |              |   |            |        |        |  |
|  | 2          | Cuoiopelli   | 2          |              |   |            |        |        |  |
|  | 2          | Cuoiopelli   | 2          |              |   |            |        |        |  |
|  | 5          | River Pieve  | 1          |              |   |            |        |        |  |
|  | 5          | River Pieve  | 1          |              | 2 | Cuoiopelli | 2      |        |  |
|  |            |              |            |              | 2 | Cuoiopelli | 2      |        |  |
|  |            |              | 4          | Zenith Prato | 3 |            |        |        |  |
|  | 3          | Camaiore     | 4          | Zenith Prato | 3 | 1          |        |        |  |
|  | 3          | Camaiore     |            |              |   |            |        |        |  |
|  | 4          | Zenith Prato | 2          |              |   |            |        |        |  |

##### Semifinali
|            | Risultati |              | Luogo e data                          |
| ---------- | --------- | ------------ | ------------------------------------- |
| Cuoiopelli | 2-1       | River Pieve  | Santa Croce sull'Arno, 12 maggio 2024 |
| Camaiore   | 1-2       | Zenith Prato | Camaiore, 12 maggio 2024              |
|            |           |              |                                       |

##### Finale
|            | Risultati |              | Luogo e data                          |
| ---------- | --------- | ------------ | ------------------------------------- |
| Cuoiopelli | 2-3       | Zenith Prato | Santa Croce sull'Arno, 19 maggio 2024 |
|            |           |              |                                       |

#### Play-out
|                          | Risultati |                          | Luogo e data                      |
| ------------------------ | --------- | ------------------------ | --------------------------------- |
| Valdinievole Montecatini | 1-2       | Lanciotto Campi Bisenzio | Montecatini Terme, 12 maggio 2024 |
|                          |           |                          |                                   |

## Girone B

### Squadre partecipanti
| Club                | Città (provincia)           | Stadio                          | Stagione precedente                        |
| ------------------- | --------------------------- | ------------------------------- | ------------------------------------------ |
| Asta Taverne        | Taverne D'Arbia (SI)        | Stadio comunale Satini          | 1º posto in Promozione Toscana/D, promosso |
| Audax Rufina        | Rufina (FI)                 | Stadio Comunale                 | 1º posto in Promozione Toscana/A, promosso |
| Baldaccio Bruni     | Anghiari (AR)               | Stadio Saverio Zanchi           | 13º posto in Eccellenza Toscana/B          |
| Castiglionese 1919  | Castiglion Fiorentino (AR)  | Stadio Faralli                  | 3º posto in Eccellenza Toscana/B           |
| Colligiana          | Colle di Val d'Elsa (SI)    | Stadio Gino Manni               | 2º posto in Eccellenza Toscana/B           |
| Firenze Ovest       | Firenze                     | Stadio Firenze/Paoli            | 15º posto in Eccellenza Toscana/B          |
| Fortis Juventus     | Borgo San Lorenzo           | Stadio Giacomo Romanelli        | 9º posto in Eccellenza Toscana/B           |
| Lastrigiana         | Lastra a Signa (FI)         | Stadio Comunale                 | 10º posto in Eccellenza Toscana/B          |
| Mazzola Valdarbia   | Monteroni d'Arbia (SI)      | Stadio Lido Gagliardi           | 7º posto in Eccellenza Toscana/B           |
| Nuova Foiano        | Foiano della Chiana (AR)    | Stadio dei Pini                 | 12º posto in Eccellenza Toscana/B          |
| Pontassieve         | Pontassieve (FI)            | Comunale di Pontassieve         | 4º posto in Eccellenza Toscana/B           |
| Rondinella Marzocco | Firenze                     | Stadio Gino Bozzi               | 6º posto in Eccellenza Toscana/B           |
| Scandicci           | Scandicci (FI)              | Stadio comunale Turri           | 18º posto in Serie D/D, retrocesso         |
| FC Siena            | Siena                       | Stadio Daniele Berni di Badesse | -                                          |
| Signa               | Signa (FI)                  | Stadio del Bisenzio             | 8º posto in Eccellenza Toscana/B           |
| Sinalunghese        | Sinalunga (SI)              | Stadio Carlo Angeletti          | 11º posto in Eccellenza Toscana/B          |
| Terranuova Traiana  | Terranuova Bracciolini (AR) | Stadio Comunale Matteini        | 16º posto in Serie D/E, retrocesso         |

### Classifica
Aggiornata al 1 maggio 2024.
|  | Pos. | Squadra            | Pt | G  | V  | N  | P  | GF | GS | DR  |
|  | ---- | ------------------ | -- | -- | -- | -- | -- | -- | -- | --- |
|  | 1.   | Siena              | 80 | 32 | 24 | 8  | 0  | 68 | 17 | +51 |
|  | 2.   | Terranuova Traiana | 65 | 32 | 19 | 8  | 5  | 40 | 13 | +27 |
|  | 3.   | Scandicci          | 62 | 32 | 18 | 8  | 6  | 57 | 28 | +29 |
|  | 4.   | Signa              | 60 | 32 | 17 | 9  | 6  | 42 | 22 | +20 |
|  | 5.   | Colligiana         | 47 | 32 | 12 | 11 | 9  | 33 | 28 | +5  |
|  | 6.   | Valentino Mazzola  | 43 | 32 | 12 | 7  | 13 | 42 | 47 | -5  |
|  | 7.   | Castiglionese 1919 | 42 | 32 | 10 | 12 | 10 | 31 | 29 | +2  |
|  | 8.   | Nuova Foiano       | 41 | 32 | 11 | 8  | 13 | 37 | 34 | +3  |
|  | 9.   | Baldaccio Bruni    | 40 | 32 | 10 | 10 | 12 | 34 | 39 | -5  |
|  | 10.  | Sinalunghese       | 37 | 32 | 9  | 10 | 13 | 35 | 42 | -7  |
|  | 11.  | Fortis Juventus    | 37 | 32 | 9  | 10 | 13 | 27 | 37 | -10 |
|  | 12.  | Rondinella         | 37 | 32 | 10 | 7  | 15 | 34 | 40 | -6  |
|  | 13.  | Lastrigiana        | 34 | 32 | 8  | 10 | 14 | 29 | 40 | -11 |
|  | 14.  | Asta Taverne       | 33 | 32 | 7  | 12 | 13 | 33 | 53 | -20 |
|  | 15.  | Firenze Ovest      | 30 | 32 | 7  | 9  | 16 | 19 | 46 | -27 |
|  | 16.  | Audax Rufina       | 29 | 32 | 4  | 17 | 11 | 20 | 32 | -12 |
|  | 17.  | Pontassieve        | 17 | 32 | 3  | 8  | 21 | 22 | 56 | -34 |

Legenda:
       Promossa in Serie D 2024-2025.
      Ammessa ai play-off nazionali.
  Partecipa ai play-off o ai play-out.
       Retrocessa in Promozione 2024-2025.
Regolamento:
Tre punti a vittoria, uno a pareggio, zero a sconfitta.

### Spareggi

#### Play-off
|  | Semifinali | Semifinali         | Semifinali         |       |   | Finale | Finale | Finale |  |
|  |            |                    |                    |       |   |        |        |        |  |
|  | 2          | Terranuova Traiana |                    |       |   |        |        |        |  |
|  | 2          | Terranuova Traiana |                    |       |   |        |        |        |  |
|  | 5          |                    |                    |       |   |        |        |        |  |
|  |            | 2                  | Terranuova Traiana | 1     |   |        |        |        |  |
|  |            |                    |                    | 1     |   |        |        |        |  |
|  |            |                    | 4                  | Signa | 1 |        |        |        |  |
|  | 3          | Scandicci          | 4                  | Signa | 1 | 1      |        |        |  |
|  | 3          | Scandicci          |                    |       |   |        |        |        |  |
|  | 4          | Signa              | 2                  |       |   |        |        |        |  |

##### Semifinali
|           | Risultati |       | Luogo e data             |
| --------- | --------- | ----- | ------------------------ |
| Scandicci | 1-2       | Signa | Scandicci, 4 maggio 2024 |
|           |           |       |                          |

##### Finale
|                    | Risultati |       | Luogo e data                           |
| ------------------ | --------- | ----- | -------------------------------------- |
| Terranuova Traiana | 1-1       | Signa | Terranuova Bracciolini, 12 maggio 2024 |
|                    |           |       |                                        |

#### Play-out
|              | Risultati |               | Luogo e data                   |
| ------------ | --------- | ------------- | ------------------------------ |
| Lastrigiana  | 1-0       | Audax Rufina  | Lastra a Signa, 4 maggio 2024  |
| Asta Taverne | 1-0       | Firenze Ovest | Taverne D'Arbia, 4 maggio 2024 |
|              |           |               |                                |